# Thespiskärra

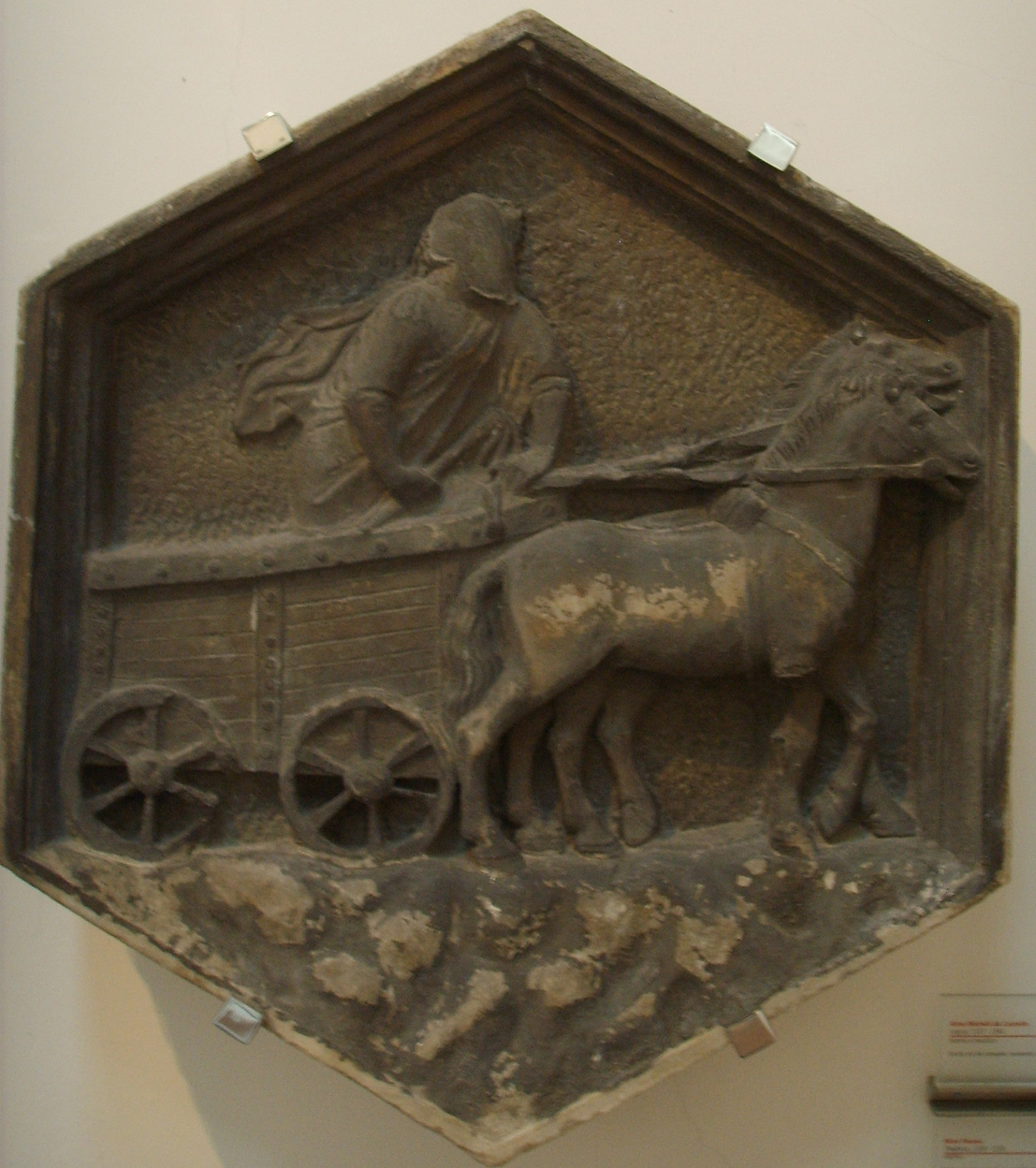
Thespiskärra, relief av Nino Pisano.

Thespiskärra är en teatervagn från vilken resande teatersällskap ger föreställningar.
Namnet kommer av den grekiske diktaren och teatermannen Thespis, som levde på 500-talet f.Kr.